# Quatuor à cordes no 6 de Křenek
Pour les articles homonymes, voir Quatuor à cordes no 6.
Le Quatuor à cordes no 6 opus 76 est un quatuor à cordes pour deux violons, alto et violoncelle d'Ernst Křenek. Composé en 1937, il utilise la technique sérielle.

## Analyse de l'œuvre
1. Adagio
2. Allegro
3. Scherzo
4. Adagio
5. Finale: « Fuga a quattro sogetti »

La durée d'exécution est d'environ vingt cinq minutes.